# Helen Darbishire
Helen Darbishire (Oxford, 26 de febrero de 1881-Grasmere, 11 de marzo de 1961) fue una profesora y estudiosa de  la literatura inglesa, especialmente de Milton y Wordsworth.
Darbishire estudió en el Somerville College de Oxford, donde fue lectora de 1926 a 1931. Estuvo un año como profesora visitante en el Wellesley College de Massachusetts, pero durante la mayor parte de su vida residió en Somerville. Allí se dedicó caso enteramente al estudio de la obra de Milton junto con un grupo de discípulos que continuaron y ampliaron sus estudios.
En 1932 publicó The Early Lives of Milton, y entre 1952 y 1955 vio la luz la primera edición completa y anotada de su obra sobre Milton, Milton’s English Poems. Aunque las opiniones sobre la precisión de esta obra varían, se considera un texto a tener en cuenta en el estudio de la obra del poeta.
Además de la obra de Milton, a la muerte de Ernest de Selincourt, quien había sido su profesor, en 1943, continuó los estudios de este sobre la obra de William Wordsworth y su círculo de poetas. Dentro de esta tarea publicó los tres tomos de este estudio. En 1945 dejó Somerville College, donde había sido administradora principal desde 1931, y marchó a Grasmere. Allí continuó los estudios sobre Wordsworth, publicando el diario de Dorothy Wordsworth, la hermana del poeta, en 1958.
Fue miembro de la Academia Británica.